# Le Spot (Mâcon)
Pour les articles homonymes, voir Spot.
Le Spot est une salle événementielle située à Mâcon (Saône-et-Loire) conçue pour recevoir des concerts, spectacles, rencontres sportives avec une capacité d'accueil maximale de 5 000 places.

## Histoire

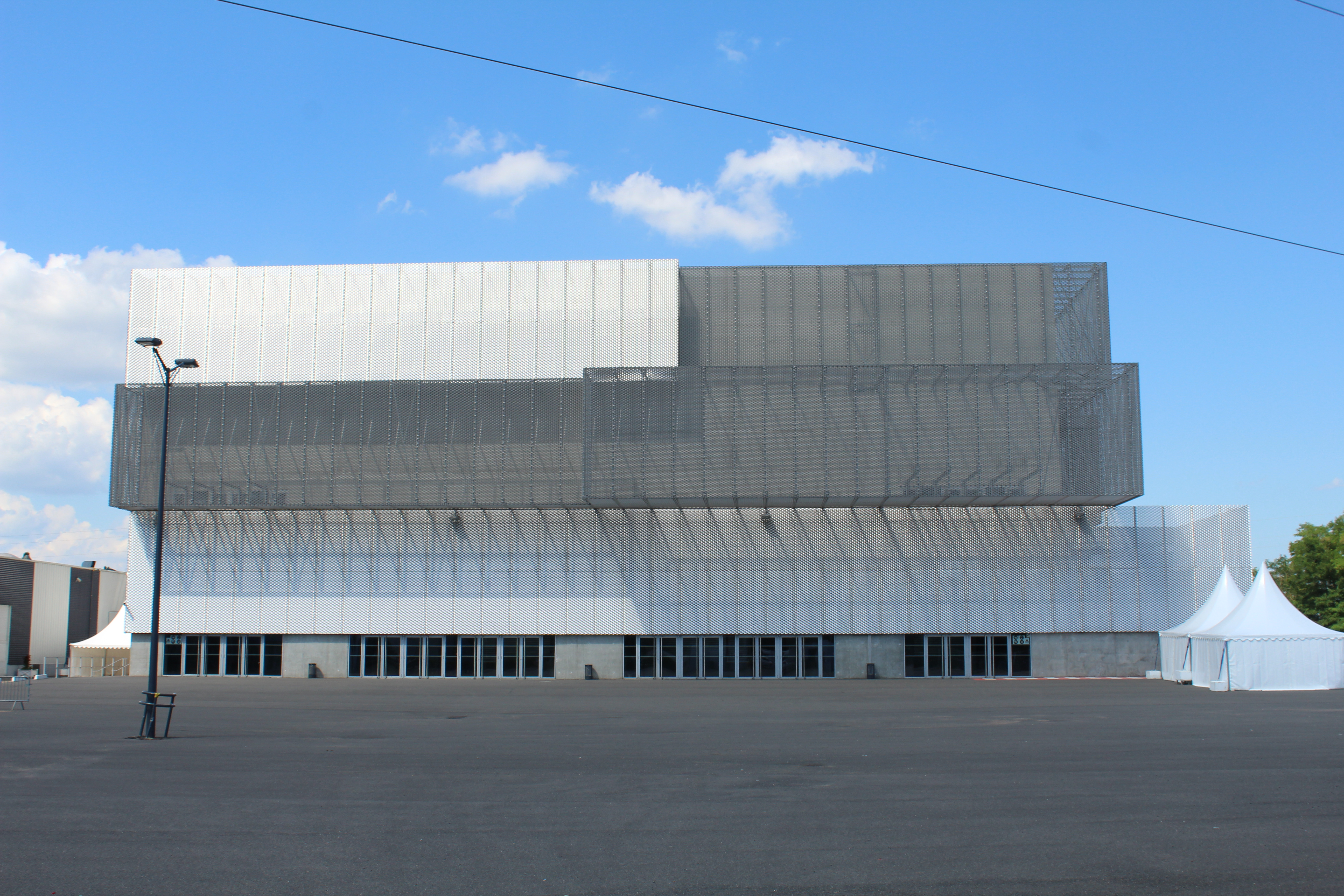
Le Spot.

Le Spot remplace l'ancien Hall C du Parc des Expositions. Sa construction aura coûté 15 548 000 d'euros TTC soit 13 millions d'euros HT.
Le nom de la salle événementielle a été choisi par les Mâconnais, via une consultation publique.
La salle a été inaugurée le 1er avril 2012 avec le spectacle La fabuleuse tournée de Mickey. Le premier concert a été celui de M. Pokora, lui aussi en 2012.

## Description
La salle est composée de gradins fixes côté sud à quoi on peut ajouter des gradins mobiles. Côté nord, ce sont seulement des gradins mobiles qui sont utilisés lors des manifestations sportives. Ces gradins mobiles ne sont pas utilisés lors des concerts du fait de la scène déployée.
Les principales manifestations sportives ont été des matches de basket-ball comme celui opposant l'Élan Chalon au SLUC Nancy ou le championnat du monde juniors de lutte en 2016.
Il s'y passe aussi des salons comme 1,2,3 Mâcon, un évènement où les gens peuvent y découvrir différentes activités sportives et culturelles pour pouvoir sur place ou par la suite s'y inscrire.
Le Spot a déjà connu des concerts à guichets fermés comme celui de Maître Gims ou celui de Soprano.